# Saluda (Dél-Karolina)
Saluda város az USA Dél-Karolina államában. Lakosainak száma 3122 fő (2020. április 1.).

## Népesség
A település népességének változása:
| Lakosok száma | 3066 | 3565 | 3122 |
|               | 2000 | 2010 | 2020 |